# William Roberts (konstnär)

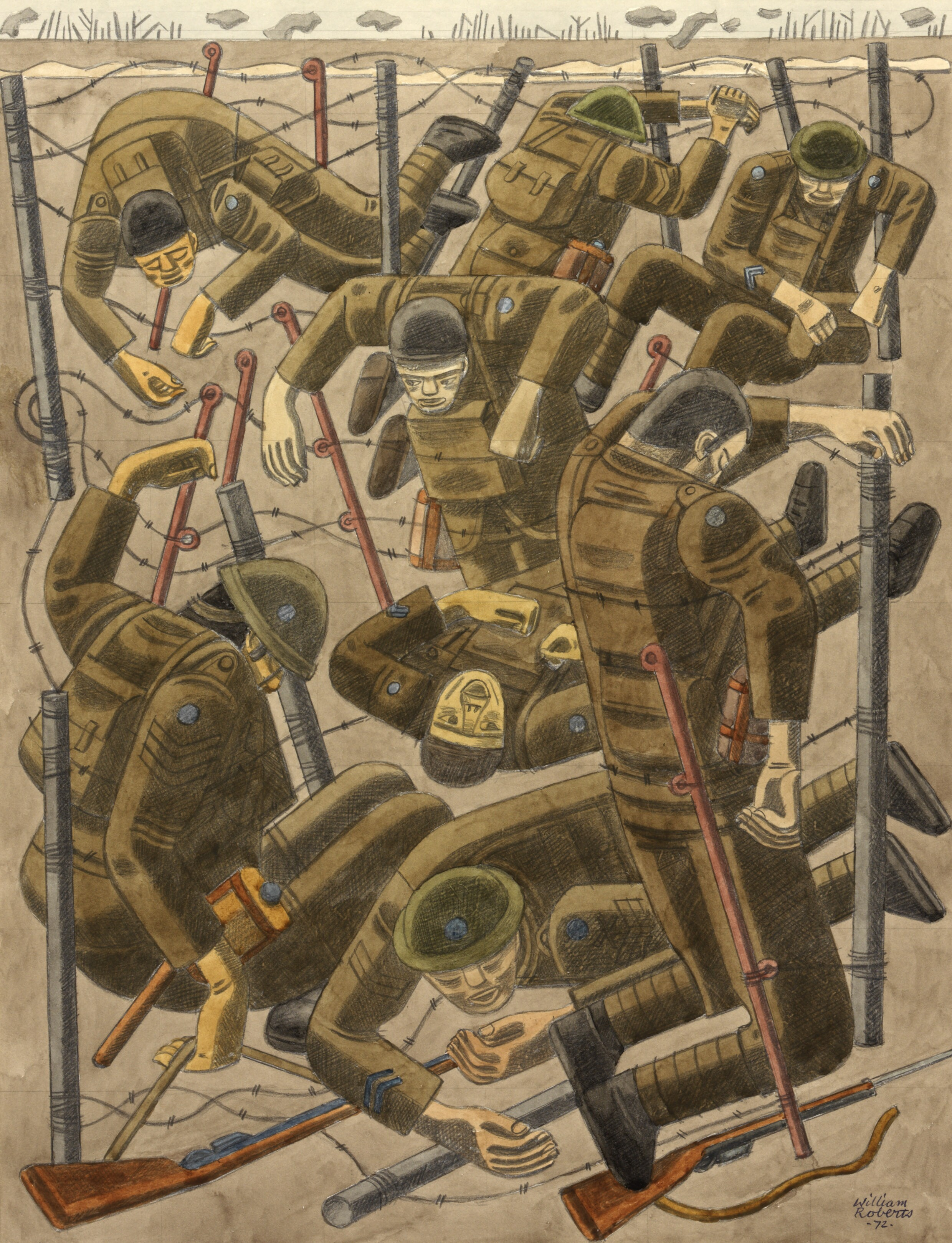
On the wire, 1972.

William Roberts, född 5 juni 1895 i Hackney, London, död 20 januari 1980, var en engelsk målare. År 1914 anslöt han till vorticismen, en delvis abstrakt brittisk konströrelse med fokus på geometriska former och stiliserade figurer. Efter första världskriget, där Roberts hade arbetat som krigskonstnär, blev hans uttryck mer figurativt och fick rundare former. Roberts målade ofta grupper av människor i vardagssituationer. Till hans mest kända verk hör The first German gas attack at Ypres från 1918 och The Vorticists at the Restaurant de la Tour Eiffel, spring 1915 från 1962, den senare en tillbakablick på de forna vorticistkollegernas umgänge.
År 1956 höll Tate Gallery en utställning om vorticismen. I samband med detta hävdade Wyndham Lewis att ordet vorticism i praktiken endast hade syftat på Lewis själv och det han hade varit upptagen av under en viss period. Roberts reagerade på detta genom att skriva en rad stridsskrifter, utgivna 1956–1958, där han tillbakavisade Lewis' påståenden. År 1974 skrev Roberts dock en ytterligare skrift, där han höll med om att etiketten vorticism endast bör användas om Lewis' verk, medan andra verk som tillskrivits rörelsen bör räknas till kubismen.